# كادموس بيفريل
كادموس بيفريل شخصية خيالية لساحر ذكرت في حكايات بيدل الشاعر وفي سلسلة هاري بوتر الشهيرة للمؤلفة البريطانية ج.ك رولينغ. وهو الاخ الأوسط لكل من اجناتيوس بيفريل وانتيوش بيفريل كان كادموس، مثل إخوته، يتمتع بالمهارة في الفنون السحرية، لكنه شخصياً وصف بأنه «رجل متكبر». كان كادموس وأشقائه مصدر إلهام لـ (The Tale of the Three Brothers) أو حكاية الاخوة الثلاثة وبالتالي الأسياد الأصليين لمقدسات الموت. وقيل إن كادموس امتلك حجر الاحياء، على الرغم من أن الظروف الدقيقة لهذا غير معروفة.

## سيرة الشخصية

### النشأة
في وقت مبكر من حياته، وقع كادموس في حب امرأة، وكان الاثنان مخطوبان ليتزوجان. ومع ذلك، ماتت قبل أن يحدث هذا الزواج. على الرغم من موت خطيبته، استطاع كادموس أن يجد وريثا. سواء كان مع هذه المرأة - قبل ان تموت أو بعد الولادة - أو مع امرأة أخرى، غير معروف.
في حكاية The Tale of the Three Brothers ، كان كادموس يسير على طريق وحيد متعرج في إحدى الليالي مع أخويه. ووصل الثلاثي إلى نهر واسع للغاية بحيث يتعذر عبوره تحت الوسائل الطبيعية، وتطلب استحضر جسرًا لعبوره. في ذلك، ظهر الموت أمامهم، غاضبا لأنهم عبروا النهر بسهولة لدرجة أن كثيرين يموتون عادةً عند العبور. ومع ذلك، تظاهر بأنه معجب بسحرهم، وقدم له كل أخ هدية. طلب كادموس، الذي كان يسعي الي اذلال الموت الي اقصي طريقة ممكنة، حجرا من شأنه أن يكون لديه القدرة على إعادة الموتى إلى الحياة، التي قدمه الموت له.
وهناك نسخة بديلة وأكثر منطقية من هذه القصة التي اقترحها الباس دمبلدور هو أن كادموس كان مجرد ساحر ماهر جداً قام بإنشاء حجر الاحياء نفسه.

## استعمال الحجر ووفاته
ومع ذلك تم إنشاء الحجر، وعاد كادموس إلى منزله ومعه الحجر وادره 3 مرات في يده كما قال له الموت واستخدمه لإحياء خطيبته الميتة. ومع ذلك، سرعان ما وجد أنها لا تنتمي الي عالم الاحياء؛ بدت حزينة وباردة، وشعر كما لو أن الحجاب ما زال يفصلها. وبدافع الحب والشوق، انتحر كادموس لكي يتم لم شمله حبه المفقود.

## بعد الوفاة
كان كادموس على ما يبدو قد رعى وريثًا قبل وفاته، حيث كانت عائلة غاونت تنحدر مباشرة من نسل كادموس.
بعد وفاته، تم وضع كادموس في فناء الكنيسة من قبل كنيسة أبرشية سانت كليمنتين، في كهف غودريك ، جنبا إلى جنب مع إخوته أنتيوش واجناتيوس.
وفي النهاية تم وضع حجر الاحياء في خاتم الذي انتقل من عائلة بيفريل الي عائلة غاونت، وفي النهاية تم تحويلها إلى هوركروكس بواسطة فولدمورت، وهو من سلالة بعيدة من نسل كادموس.

## الشخصية والصفات
ووفقًا لـ حكايات بيدل الشاعر، كان كادموس متعجرفًا، فعندما عرض عليه هدية من الموت، اختار شيئًا اعتقد أنه سيزيد من إذلال الموت. كما كان مخلصًا بشكل لا يصدق لخطيبته حتى بعد وفاتها، حيث حاول استخدام حجر الاحياء لإعادتها إلى الحياة، وفي النهاية قتل نفسه ليكون معها.
من الممكن أن تكون شخصية كادموس الحقيقية أكثر نبلاً من تصويره في القصة. الأرواح المستدعاة من قبل الحجر ستكون قادرة على حماية مستخدميها من تأثير المخلوقات المظلمة مثل الدمنتور. ويمكن للحجر العيش أن تجذب الراحة والقوة من أرواح أحبائهم، في حالة هاري عندما تواجه فولدمورت. وعلاوة على ذلك، فإن رموز الإخوة الخاصة لإخوانه (عصا الالدر وعباءة الخفاء) على طول حبه هي محفورة في الحجر، مما يعني أنه يحترم إخوانه.

## القدرات السحرية والمهارة
التجلّي: كان كادموس، مع شقيقيه، قادرين على إنشاء جسر طويل ومستقر في الهواء الرقيق. هذا هو (Conjuration) وهو فرع من السحر المتقدمة للغاية.
مالك حجر القيامة: كان كادموس أول مالك لحجر الاحياء والذي أصبح فيما بعد أحد أشهر مقدسات الموت. استخدم كادموس الحجر على نحو فعال لكنه كان يعتمد بشكل مفرط عليه، مما يسمح لقوته بتحقيق موته.
```
من غير المؤكد ما إذا كان كادموس قد حصل بالفعل على حجر الاحياء من الموت. يعتقد ألباس دمبلدور أنه من المرجح أكثر ان الاخوة الثلاثة قد صنعوا مقدسات الموت بأنفسهم.
```